# 오스트레일리아 뉴질랜드 군단
오스트레일리아-뉴질랜드 군단( - 軍團, 영어: Australian and New Zealand Army Corps) 또는 앤잭 군단( - 軍團, 영어: ANZAC Corps)은 오스트레일리아(호주)와 뉴질랜드의 연합 군단을 가리킨다.

## 역사
ANZAC은 1914년 제1차 세계 대전 발발 이후에 편성되었다. ANZAC은 원래 군단만 가리키는 약어였지만, 후에 제1 ANZAC 군단, 제2 ANZAC 군단이 편성되는 등 ANZAC에서 유래된 약어로 사용하게 되었다. ANZAC 기마병 사단도 편성되었다. 제2차 세계 대전에서도 ANZAC은 편성됐다. 
베트남 전쟁 당시에도 왕립 뉴질랜드 보병 연대 소속 2개 중대가 오스트레일리아 왕립 연대의 대대에 배속되어 참전했기 때문에, ANZAC의 접미사를 붙여 불렸다.
2006년 동티모르의 소란 시에는 ANZAC 전투단(ANZAC Battle Group)이 편성되어 양국 합동으로 부대를 파견하고있다. 오스트레일리아와 뉴질랜드는 모두 영국의 옛 식민지이고, 지리적으로 남반구의 가까운 위치에 있고, 동맹 관계에 있다. 사실상 독립 후 얼마되지 않은 시기에 제1차 세계 대전에 참전하고 합동 부대가 격전을 싸운 것은 양국의 자립과 유대가 심화되었다. 따라서 양국의 전쟁 추모일을 앤잭 데이라고 하며 오스트레일리아 뉴질랜드 군단이 처음 투입된 갈리폴리 전투에 연유하여 4월 25일이다. 또한 ANZAC 정신(ANZAC Spirit)이라는 양국 병사가 보여준 기풍을 의미하는 말도 만들어져있다.